# Sartorina
Sartorina es un género monotípico de plantas de la familia de las asteráceas. Su única especie: Sartorina schultzii es originaria  de México.

## Descripción
Las plantas de este género sólo tienen disco (sin rayos florales) y los pétalos son de color blanco, ligeramente amarillento blanco, rosa o morado (nunca de un completo color amarillo).

## Taxonomía
Sartorina schultzii fue descrita por   R.M.King & H.Rob.  y publicado en Phytologia 28: 98. 1974.